# Euodynerus curictensis
Euodynerus curictensis är en stekelart som beskrevs av Blüthgen 1940. Euodynerus curictensis ingår i släktet kamgetingar, och familjen Eumenidae. Inga underarter finns listade i Catalogue of Life.